# Кармаскалинский район
Кармаскали́нский райо́н (баш. Ҡырмыҫҡалы районы) — административно-территориальная единица в Республике Башкортостан Российской Федерации. В его границах образован одноимённый  муниципальный район (баш. Ҡырмыҫҡалы районы муниципаль районы).
Административный центр — село Кармаскалы.

## География
Район расположен на левобережье среднего течения реки Белой. Площадь района составляет 1751 км². Общая протяжённость границы: 903 км.
Территория района расположена на Прибельской увалисто-волнистой равнине. Климат умеренно континентальный, тёплый, незначительно засушливый. На северо-востоке и востоке значительные площади заняты низменными долинами реки Белой и её притока Карламана, на западе — реки Уршака с притоком Узень. Озеро Киешки и карстовая пещера Карламанская объявлены комплексными памятниками природы. В недрах района имеются месторождения нефти (Адзитарское, Бекетовское, Бузовьязовское, Кабаковское, Ракитовское), глины и суглинка (Савалеевское, Сарт-Наурузовское, Старомусинское, Чапаевское), песка (Кабаковское, Киешкинское, Нагаевское, Сыркульское), песчано-гравийной смеси (Сахарозаводское, Киешкинское, Верхне-Тюкунское, Нагаевское) и др. Распространены выщелоченные чернозёмы.
Леса из осины, липы, дуба занимают 30,7 тыс. га (17,5 % территории района). Общие запасы древесины — 4 млн м³.

## История
Образован в 1930 году. В 1956 году к району была присоединена большая часть Бузовьязовского района (8 сельсоветов бывшего Бузовьязовского района вошли в состав Аургазинского района).

## Население
| 1939    | 1959    | 1970    | 1979    | 1989    | 2002    | 2008    | 2009    | 2010    |
| ------- | ------- | ------- | ------- | ------- | ------- | ------- | ------- | ------- |
| 47 644  | ↗55 443 | ↗57 183 | ↘49 849 | ↘45 680 | ↗54 585 | ↘52 191 | ↗52 194 | ↘51 504 |
| 2012    | 2013    | 2014    | 2015    | 2016    | 2017    | 2018    | 2019    | 2021    |
| ↘50 877 | ↘50 620 | ↘50 176 | ↗50 190 | ↗50 276 | ↗50 319 | ↘49 792 | ↘49 285 | ↗52 715 |

Согласно прогнозу Минэкономразвития России, численность населения будет составлять:
- 2024 — 53,37 тыс. чел.
- 2035 — 56,85 тыс. чел.

### Национальный состав
Согласно Всероссийской переписи населения 2010 года: башкиры — 39,6 %, татары — 31,9 %, русские — 16,5 %, чуваши — 9,3 %, лица других национальностей — 2,7 %.
По состоянию на 1 января 2015 года численность постоянного населения района составила 50174 человека.
Национальный состав по переписям
| Год  | башкиры чел. | башкиры % | татары чел. | татары % | другие чел. | другие % | ВСЕГО %чел |
| ---- | ------------ | --------- | ----------- | -------- | ----------- | -------- | ---------- |
| 1970 | 12 289       | 21.3 %    | 25 863      | 44.8 %   |             | 33.9%    | 57 743     |
| 1989 | 10 471       | 22,9 %    | 21 756      | 47,6 %   |             | 29.5%    | 45 680     |
| 2002 | 23 296       | 42,7 %    | 15 811      | 29 %     |             | 28.3%    | 54 585     |
| 2010 | 20 236       | 39,6 %    | 16 318      | 31,9 %   |             | 28.4%    | 51 504     |

По итогам переписи населения 2020 года проживали следующие национальности (национальности менее 0,1 % и другое см. в сноске к строке «Другие»):
| Национальность | Численность, чел. | Доля     |
| -------------- | ----------------- | -------- |
| Башкиры        | 23 676            | 44,91 %  |
| Татары         | 14 757            | 27,99 %  |
| Русские        | 8779              | 16,65 %  |
| Чуваши         | 4047              | 7,68 %   |
| Мордва         | 346               | 0,66 %   |
| Армяне         | 143               | 0,27 %   |
| Узбеки         | 129               | 0,24 %   |
| Таджики        | 128               | 0,24 %   |
| Украинцы       | 77                | 0,15 %   |
| Азербайджанцы  | 59                | 0,11 %   |
| Другие         | 574               | 1,10 %   |
| Итого          | 52 715            | 100,00 % |

### Языковой состав
Согласно Всероссийской переписи населения 2010 года родными языками населения являлись: башкирский — 37,9 %, татарский — 32 %, русский — 18,7 %, чувашский — 9 %.
Согласно Всероссийской переписи населения 2020 года родными языками населения являлись: башкирский — 43,2 %, татарский — 28,6 %, русский — 18,5 %, чувашский — 7,4 %.

## Административное деление
В Кармаскалинский район как административно-территориальную единицу республики входит 16 сельсоветов.
В муниципальный район входят 16 сельских поселений:
| №     | Муниципальное образование  | Административный центр | Количество населённых пунктов | Население (чел.) | Площадь (км²) |
| ----- | -------------------------- | ---------------------- | ----------------------------- | ---------------- | ------------- |
| 1e-06 | Сельское поселение         |                        |                               |                  |               |
| 1     | Адзитаровский сельсовет    | село Адзитарово        | 12                            | ↘967             | 123,10        |
| 2     | Бузовьязовский сельсовет   | село Бузовьязы         | 4                             | ↘1859            | 99,14         |
| 3     | Ефремкинский сельсовет     | село Ефремкино         | 11                            | ↘2008            | 99,72         |
| 4     | Кабаковский сельсовет      | деревня Кабаково       | 11                            | ↘5492            | 169,56        |
| 5     | Камышлинский сельсовет     | село Камышлинка        | 7                             | ↘1388            | 144,00        |
| 6     | Карламанский сельсовет     | деревня Улукулево      | 9                             | ↘5234            | 71,61         |
| 7     | Кармаскалинский сельсовет  | село Кармаскалы        | 7                             | ↘9731            | 99,85         |
| 8     | Николаевский сельсовет     | деревня Константиновка | 4                             | ↘2712            | 78,45         |
| 9     | Новокиешкинский сельсовет  | село Новые Киешки      | 8                             | ↘2718            | 125,42        |
| 10    | Подлубовский сельсовет     | село Подлубово         | 10                            | ↘2979            | 195,74        |
| 11    | Прибельский сельсовет      | село Прибельский       | 3                             | ↘4967            | 12,36         |
| 12    | Савалеевский сельсовет     | деревня Савалеево      | 7                             | ↘2400            | 128,90        |
| 13    | Сахаевский сельсовет       | деревня Сахаево        | 8                             | ↘3121            | 97,43         |
| 14    | Старобабичевский сельсовет | деревня Старобабичево  | 9                             | ↘1024            | 95,84         |
| 15    | Старомусинский сельсовет   | деревня Старомусино    | 6                             | ↘1552            | 69,15         |
| 16    | Шаймуратовский сельсовет   | село Шаймуратово       | 6                             | ↘1640            | 140,61        |

### Населённые пункты
| №   | Населённый пункт                | Тип                     | Население | Муниципальное образование  |
| --- | ------------------------------- | ----------------------- | --------- | -------------------------- |
| 1   | Абдуллино                       | деревня                 | ↘110      | Старобабичевский сельсовет |
| 2   | Адвокатовка                     | деревня                 | →4        | Старобабичевский сельсовет |
| 3   | Адзитарово                      | село                    | ↗499      | Адзитаровский сельсовет    |
| 4   | Аккуль                          | деревня                 | ↗38       | Старомусинский сельсовет   |
| 5   | Аксаково                        | деревня                 | ↗28       | Кармаскалинский сельсовет  |
| 6   | Актюба                          | деревня                 | ↘103      | Старомусинский сельсовет   |
| 7   | Алайгирово                      | деревня                 | ↗468      | Ефремкинский сельсовет     |
| 8   | Александровка                   | село                    | ↗174      | Бузовьязовский сельсовет   |
| 9   | Александровка                   | село                    | ↗188      | Камышлинский сельсовет     |
| 10  | Алексеевка                      | деревня                 | ↘68       | Кармаскалинский сельсовет  |
| 11  | Алмалык                         | деревня                 | ↗236      | Бузовьязовский сельсовет   |
| 12  | Антоновка                       | деревня                 | →238      | Ефремкинский сельсовет     |
| 13  | Арсланово                       | село                    | ↗209      | Старомусинский сельсовет   |
| 14  | Балтино                         | деревня                 | ↘6        | Кабаковский сельсовет      |
| 15  | Бекетово                        | село                    | ↗633      | Подлубовский сельсовет     |
| 16  | Бельский                        | деревня                 | ↘407      | Сахаевский сельсовет       |
| 17  | Берёзовка                       | деревня                 | ↘11       | Кармаскалинский сельсовет  |
| 18  | Бишаул-Унгарово                 | деревня                 | ↘573      | Савалеевский сельсовет     |
| 19  | Бочкарёвка                      | деревня                 | ↗31       | Ефремкинский сельсовет     |
| 20  | Бузовьязбаш                     | деревня                 | ↗77       | Бузовьязовский сельсовет   |
| 21  | Бузовьязы                       | село                    | ↘1492     | Бузовьязовский сельсовет   |
| 22  | Булякай                         | деревня                 | ↗129      | Подлубовский сельсовет     |
| 23  | Варшавка                        | деревня                 | ↗105      | Шаймуратовский сельсовет   |
| 24  | Верхнетимкино                   | деревня                 | ↗170      | Кабаковский сельсовет      |
| 25  | Верхнеугличино                  | деревня                 | ↗19       | Кабаковский сельсовет      |
| 26  | Верхний Тюкунь                  | деревня                 | ↗240      | Камышлинский сельсовет     |
| 27  | Вязовка                         | деревня                 | ↗53       | Подлубовский сельсовет     |
| 28  | Георгиевка                      | деревня                 | ↗27       | Ефремкинский сельсовет     |
| 29  | Грачёвка                        | деревня                 | ↗70       | Шаймуратовский сельсовет   |
| 30  | Деревня разъезда Ибрагимово     | деревня                 | →48       | Савалеевский сельсовет     |
| 31  | Деревня станции Кабаково        | железнодорожная станция | ↘105      | Кабаковский сельсовет      |
| 32  | Деревня станции Сахарозаводская | железнодорожная станция | ↗82       | Прибельский сельсовет      |
| 33  | Дмитриевка                      | деревня                 | ↘205      | Ефремкинский сельсовет     |
| 34  | Елизаветино                     | деревня                 | →7        | Адзитаровский сельсовет    |
| 35  | Ефремкино                       | село                    | ↘889      | Ефремкинский сельсовет     |
| 36  | Ибрагимово                      | деревня                 | ↘388      | Савалеевский сельсовет     |
| 37  | Ивановка                        | деревня                 | ↘25       | Карламанский сельсовет     |
| 38  | Ильтеряково                     | село                    | ↗626      | Шаймуратовский сельсовет   |
| 39  | Ильтуганово                     | село                    | ↘428      | Старомусинский сельсовет   |
| 40  | Кабаково                        | деревня                 | ↗4049     | Кабаковский сельсовет      |
| 41  | Калгановка                      | деревня                 | ↘0        | Новокиешкинский сельсовет  |
| 42  | Кальмовка                       | деревня                 | ↘30       | Николаевский сельсовет     |
| 43  | Камышлинка                      | село                    | ↘417      | Камышлинский сельсовет     |
| 44  | Каракуль                        | деревня                 | ↗55       | Камышлинский сельсовет     |
| 45  | Карламан                        | деревня                 | ↘633      | Кармаскалинский сельсовет  |
| 46  | Карламанбаш                     | деревня                 | ↘204      | Старобабичевский сельсовет |
| 47  | Кармаскалы                      | село                    | ↗11 076   | Кармаскалинский сельсовет  |
| 48  | Качеван                         | деревня                 | ↘104      | Кармаскалинский сельсовет  |
| 49  | Константиновка                  | деревня                 | ↗1691     | Николаевский сельсовет     |
| 50  | Красноярово                     | деревня                 | ↘21       | Сахаевский сельсовет       |
| 51  | Куллярово                       | деревня                 | ↗148      | Ефремкинский сельсовет     |
| 52  | Кулушево                        | деревня                 | ↘255      | Савалеевский сельсовет     |
| 53  | Кустугулово                     | деревня                 | ↗171      | Карламанский сельсовет     |
| 54  | Кушкуль                         | деревня                 | ↗75       | Адзитаровский сельсовет    |
| 55  | Куяшкино                        | деревня                 | ↗78       | Сахаевский сельсовет       |
| 56  | Липовка                         | деревня                 | ↘0        | Старобабичевский сельсовет |
| 57  | Ляхово                          | деревня                 | ↘94       | Подлубовский сельсовет     |
| 58  | Малаево                         | деревня                 | ↘265      | Камышлинский сельсовет     |
| 59  | Матросовка                      | деревня                 | ↘168      | Ефремкинский сельсовет     |
| 60  | Михайловка                      | деревня                 | ↘2        | Карламанский сельсовет     |
| 61  | Мукаево                         | деревня                 | ↘259      | Новокиешкинский сельсовет  |
| 62  | Муксиново                       | деревня                 | ↘204      | Савалеевский сельсовет     |
| 63  | Мурзино                         | деревня                 | ↘172      | Новокиешкинский сельсовет  |
| 64  | Мурсяково                       | деревня                 | ↗77       | Ефремкинский сельсовет     |
| 65  | Набережный                      | деревня                 | ↘6        | Савалеевский сельсовет     |
| 66  | Нижнетимкино                    | деревня                 | ↗195      | Кабаковский сельсовет      |
| 67  | Нижний Тюкунь                   | деревня                 | ↘297      | Камышлинский сельсовет     |
| 68  | Никитино                        | деревня                 | ↗127      | Адзитаровский сельсовет    |
| 69  | Никифоровка                     | деревня                 | ↗17       | Ефремкинский сельсовет     |
| 70  | Николаевка                      | село                    | ↘854      | Николаевский сельсовет     |
| 71  | Новоакташево                    | деревня                 | ↘45       | Карламанский сельсовет     |
| 72  | Новоалексеевка                  | деревня                 | ↗10       | Адзитаровский сельсовет    |
| 73  | Новоандреевка                   | деревня                 | ↗121      | Шаймуратовский сельсовет   |
| 74  | Новобабичево                    | деревня                 | ↘163      | Старобабичевский сельсовет |
| 75  | Новоказанка                     | деревня                 | ↗19       | Ефремкинский сельсовет     |
| 76  | Новомусино                      | деревня                 | ↗4        | Кабаковский сельсовет      |
| 77  | Новомусино                      | деревня                 | ↗233      | Старомусинский сельсовет   |
| 78  | Новопетровка                    | деревня                 | ↗31       | Камышлинский сельсовет     |
| 79  | Новотроицк                      | деревня                 | ↗16       | Кармаскалинский сельсовет  |
| 80  | Новые Киешки                    | село                    | ↘1105     | Новокиешкинский сельсовет  |
| 81  | Новый Бишаул                    | деревня                 | ↘73       | Старобабичевский сельсовет |
| 82  | Новый Куганак                   | деревня                 | ↗76       | Старобабичевский сельсовет |
| 83  | Октябрь                         | деревня                 | ↗11       | Карламанский сельсовет     |
| 84  | Орловка                         | деревня                 | ↗378      | Подлубовский сельсовет     |
| 85  | Подлубово                       | село                    | ↗905      | Подлубовский сельсовет     |
| 86  | Покровка                        | деревня                 | ↗47       | Карламанский сельсовет     |
| 87  | Прибельский                     | село                    | ↘4241     | Прибельский сельсовет      |
| 88  | Ракитовка                       | деревня                 | ↘10       | Подлубовский сельсовет     |
| 89  | Романовка                       | деревня                 | ↗7        | Кабаковский сельсовет      |
| 90  | Савалеево                       | деревня                 | ↗1013     | Савалеевский сельсовет     |
| 91  | Сальзигутово                    | деревня                 | ↗265      | Кабаковский сельсовет      |
| 92  | Сарсаз                          | деревня                 | ↘90       | Подлубовский сельсовет     |
| 93  | Сарт-Наурузово                  | деревня                 | ↗404      | Прибельский сельсовет      |
| 94  | Сарт-Чишма                      | село                    | ↘908      | Новокиешкинский сельсовет  |
| 95  | Сахаево                         | деревня                 | ↗1615     | Сахаевский сельсовет       |
| 96  | Симский                         | деревня                 | ↗42       | Сахаевский сельсовет       |
| 97  | Сихонкино                       | село                    | ↘891      | Кабаковский сельсовет      |
| 98  | Смоленка                        | деревня                 | ↗8        | Старобабичевский сельсовет |
| 99  | Староакташево                   | деревня                 | ↗414      | Сахаевский сельсовет       |
| 100 | Староалексеевка                 | деревня                 | ↗25       | Адзитаровский сельсовет    |
| 101 | Старобабичево                   | деревня                 | ↘520      | Старобабичевский сельсовет |
| 102 | Старомусино                     | деревня                 | ↗580      | Старомусинский сельсовет   |
| 103 | Старошареево                    | деревня                 | ↗565      | Сахаевский сельсовет       |
| 104 | Староянбеково                   | деревня                 | ↗92       | Адзитаровский сельсовет    |
| 105 | Старые Киешки                   | деревня                 | ↗581      | Кабаковский сельсовет      |
| 106 | Сулу-Куак                       | деревня                 | ↗44       | Адзитаровский сельсовет    |
| 107 | Суук-Чишма                      | село                    | ↘591      | Подлубовский сельсовет     |
| 108 | Сысканово                       | деревня                 | ↗109      | Сахаевский сельсовет       |
| 109 | Тазларово                       | деревня станции         | ↗69       | Новокиешкинский сельсовет  |
| 110 | Тансаитово                      | деревня                 | ↗116      | Адзитаровский сельсовет    |
| 111 | Таусенгирово                    | деревня                 | ↘72       | Шаймуратовский сельсовет   |
| 112 | Тубяк-Тазларово                 | деревня                 | ↗60       | Новокиешкинский сельсовет  |
| 113 | Улукулево                       | деревня                 | ↘4133     | Карламанский сельсовет     |
| 114 | Ульяновка                       | деревня                 | ↗100      | Николаевский сельсовет     |
| 115 | Урал                            | деревня                 | ↗325      | Карламанский сельсовет     |
| 116 | Утяганово                       | село                    | ↘438      | Новокиешкинский сельсовет  |
| 117 | Чишма                           | деревня                 | ↗84       | Адзитаровский сельсовет    |
| 118 | Шаймуратово                     | село                    | ↘776      | Шаймуратовский сельсовет   |
| 119 | Шарипкулово                     | деревня                 | ↘403      | Карламанский сельсовет     |
| 120 | Яковлевка                       | деревня                 | ↘3        | Адзитаровский сельсовет    |
| 121 | Якты-Куль                       | деревня                 | ↘89       | Подлубовский сельсовет     |
| 122 | Якты-Ялан                       | деревня                 | ↗44       | Адзитаровский сельсовет    |

## Символика
На гербе и флаге на синем и красном (точнее, лазоревом и червлёном) цветах изображены летящий орёл серебряного цвета и 2 серебряных тамги башкирского рода табын (прямая и опрокинутая).

## Экономика и транспорт
Район промышленно-сельскохозяйственный. Месторождения нефти разрабатываются НГДУ «Уфанефть», действует завод силикатных стеновых материалов и ПО «Башсельстройматериалы» (Кабаково), сахаро-молочноконсервный комбинат ОАО «Карламанский сахар» (Прибельский), спиртовой завод (Урал), РТП (Кармаскалы). В районе 23 АКХ, 103 фермерских хозяйства, свиноводческий совхоз «Карламан», Бузовьязовский плодосовхоз, подсобное хозяйство Бельского речного пароходства (совхоз «Водник»), предприятие по производству кормов, инкубаторная птицеводческая станция (Улукулево), государственный сортоиспытательный участок (с. Бузовьязы). Сельхозугодья занимают 120,8 тыс. га, из них пашня — 85,7 тыс. га, пастбища — 27,1 тыс. га, сенокосы — 7,7 тыс. га. Сельхозпредприятия специализированы на возделывании пшеницы, озимой ржи, гречихи, сахарной свёклы, на разведении молочно-мясного скота и свиней. Значительна роль картофелеводства, овцеводства, коневодства и пчеловодства. Территорию района пересекают железные дороги Уфа — Оренбург, Карламан — Магнитогорск, автомобильные дороги Уфа — Оренбург, Уфа — Белорецк. На р. Белой расположены пристани Киешки и Кабаково.

## Образование и культура
В районе 65 общеобразовательных школ, в том числе 31 средняя школа, Кармаскалинское ПУ. В 2000 году на базе Ляховского училища механизации сельского хозяйства Министерством внутренних дел России учреждена Уфимская школа по подготовке специалистов-кинологов, 34 массовые библиотеки, 52 клубных учреждения, центральная районная и 3 сельские участковые больницы, мемориальный музей М. Уметбаева, музей истории народного образования (Кармаскалы), дом-музей поэта Ш. Биккула (Карламан), музей мордовского просветителя А. Ф. Юртова (Ильтеряково). Издаётся газета на русском и татарском языках «Кармаскалинская новь» — «Үзән», районная газета «Даира» на башкирском языке.

## Люди, связанные с районом
Среди уроженцев района
- Ахметов, Хамза Раисович — российский государственный и политический деятель.
- Усаев, Канзафар — сподвижник Емельяна Пугачёва и Салавата Юлаева.
- Султан-Галиев, Мирсаид Хайдаргалиевич — политический деятель.
- Шаймуратов, Минигали Мингажевич — советский военачальник, генерал-майор, Герой России (посмертно).
- Калганов, Алексей Нестерович — Герой Советского Союза.
- Полунин, Иван Александрович — Герой Советского Союза.
- Грачёв, Иван Николаевич — Герой Советского Союза.
- Васильев, Григорий Семёнович — Герой Советского Союза.
- Никифоров, Алексей Фёдорович — Герой Советского Союза.
- Газизов, Мустафа Шакирович — полный кавалер ордена Славы.
- Кунакбаев, Сабирзян Абдуллович — известный биолог, селекционер, Герой Социалистического Труда.
- Батырова, Банат Хайрулловна — первая женщина Герой Социалистического Труда в Башкирской АССР.
- Камалов, Раиль Исмагилович — Герой Социалистического Труда.
- Садыков, Фарит Шамсутдинович — Герой Социалистического Труда.
- Мухамметсалим Уметбаев — просветитель, общественный деятель, первый исследователь-краевед из башкир.
- Фаниль Асянов — писатель.
- Баимов, Роберт Нурмухаметович — писатель, литературовед и критик.
- Шариф Биккул — поэт.
- Фарит Исангулов — писатель.
- Киньябулатов, Ирек Лутфиевич — поэт.
- Хамитов, Назип Шангереевич (1898—1943) — советский военный деятель, полковник (1940 год).
- Хусаинов, Гайса Батыргареевич — академик, профессор, писатель и литературовед, лауреат премии им. С. Юлаева.
- Хусаинов, Мухаммеджан — первый муфтий ДУМ России.